# Romain Mahieu
Romain Mahieu (Lille, 17 februari 1995) is een Franse BMX'er. Hij werd wereldkampioen in 2023. Een jaar later won hij een zilveren medaille tijdens de Olympische Spelen in Parijs.

## Levensloop
Mahieu begon op vierjarige  leeftijd met BMX. In 2012 en 2013 werd hij Frans kampioen bij de junioren en won tweemaal de tijdrit tijdens het wereldkampioenschap voor junioren. Na de overstap naar de elite duurde het een paar jaar voordat hij de aansluiting had gevonden. In 2016 werd hij Europees kampioen op de tijdrit. Een jaar later stond Mahieu voor de eerste keer op het podium van een wereldbekerwedstrijd. Tijdens de Olympische Spelen in 2021 in Tokio haalde Mahieu de finale en eindigde daar als zesde.
Zijn grootste successen tot nu toe boekte Mahieu in de jaren 2023 en 2024. In 2023 werd hij wereldkampioen en won het wereldbekerklassement. Een jaar later behaalde hij een zilveren medaille tijdens de Olympische Spelen in Parijs. Hij eindigde achter zijn landgenoot Joris Daudet. Met brons zorgde Sylvain André voor een volledig Frans podium.

## Persoonlijk
Mahieu heeft een relatie met de Australische BMX'er Saya Sakakibara.